# Live MCMXCIII
Albums de The Velvet Underground
Another View
(1986) Bootleg Series Volume 1: The Quine Tapes
(2001)
Live MCMXCIII est le troisième album live du Velvet Underground, capté à l'Olympia de Paris, en 1993, à l'occasion de la reformation du groupe. Lou Reed, John Cale, Sterling Morrison et Moe Tucker ont en effet donné une série de concerts en Europe, notamment en première partie de U2. Il s'agit d'un double-album, mais une édition « simple » existe également.
Si Nico, décédée en 1988, est forcément absente de la tournée, on peut quand même s'étonner de l'absence de Doug Yule, qui, s'il n'était pas là dès la formation du groupe en 1965, l'a tout de même rejoint dès 1968. En fait, Sterling Morrison voulait réintégrer Yule dans la formation, mais Reed et Cale s'y sont semble-t-il opposés.
À la même époque, deux autres albums (dont un MTV Unplugged) ont été prévus, mais, finalement, aucun ne verra le jour. En effet, le groupe se sépare à nouveau (probablement à cause des fortes personnalités de Reed, Cale et Morrison). À peine deux ans plus tard, Sterling Morrison meurt d'un cancer, compromettant définitivement l'espoir d'un nouvel album studio.
Pour les fans et la critique, voir le Velvet Underground remplir les stades européens a pu paraître assez étrange, décalé, voire opportuniste. En effet, du moins sous l'égide de Lou Reed, le Velvet Underground était resté un groupe confidentiel, aux textes malsains et aux musiques expérimentales, confiné par le fait à des salles de concerts modestes dans la seule Amérique du Nord.

## Titres
Toutes les compositions sont de Lou Reed, excepté celles marquées † (Reed, Cale, Morrison, Tucker) et ‡ (Reed, Cale).

### Édition double CD

#### Disque 1
1. We're Gonna Have a Real Good Time Together – 3:14
2. Venus in Furs – 5:19
3. Guess I'm Falling in Love – 3:08 †
4. After Hours – 2:41
5. All Tomorrow's Parties – 6:36
6. Some Kinda Love – 9:06
7. I'll Be Your Mirror – 3:06
8. Beginning to See the Light – 4:59
9. The Gift – 10:33 †
10. I Heard Her Call My Name – 4:37
11. Femme Fatale – 3:23

#### Disque 2
1. Hey Mr. Rain – 15:42 †
2. Sweet Jane – 5:21
3. Velvet Nursery Rhyme – 1:31 †
4. White Light/White Heat – 4:21
5. I'm Sticking With You – 3:23
6. The Black Angel's Death Song – 4:12 ‡
7. Rock and Roll – 6:13
8. I Can't Stand It – 4:21
9. I'm Waiting for the Man – 5:15
10. Heroin – 9:59
11. Pale Blue Eyes – 6:14
12. Coyote – 5:25 ‡

### Édition simple
1. Venus in Furs – 5:30
2. Sweet Jane – 5:23
3. After Hours – 2:44
4. All Tomorrow's Parties – 6:36
5. Some Kinda Love – 9:07
6. The Gift – 10:33 †
7. Rock and Roll – 6:11
8. I'm Waiting for the Man – 5:16
9. Heroin – 9:49
10. Pale Blue Eyes – 6:17

## Le groupe
- Lou Reed – chant, guitare
- John Cale – violon, clavier, basse, chant, chœurs
- Sterling Morrison – guitare, basse, chœurs
- Maureen Tucker – batterie, chant